# Sparkasse Uelzen Lüchow-Dannenberg
Die Sparkasse Uelzen Lüchow-Dannenberg ist eine öffentlich-rechtliche Sparkasse mit Sitz in Uelzen in Niedersachsen.

## Geschäftsgebiet und Träger
Das Geschäftsgebiet umfasst die Landkreise Uelzen und Lüchow-Dannenberg.
Träger der Sparkasse Uelzen Lüchow-Dannenberg ist der Sparkassenzweckverband Uelzen/Lüchow-Dannenberg. Am Zweckverband sind der Landkreis Uelzen zu 46,4 %, die Hansestadt Uelzen zu 17,6 % und der Landkreis Lüchow-Dannenberg zu 36,0 % beteiligt.

## Struktur
Die Sparkasse Uelzen Lüchow-Dannenberg ist eine Anstalt des öffentlichen Rechts. Rechtsgrundlagen sind das Sparkassengesetz für Niedersachsen und die durch den Verwaltungsrat der Sparkasse erlassene Satzung. Organe der Sparkasse sind der Vorstand und der Verwaltungsrat.

## Geschäftsausrichtung
Die Sparkasse Uelzen Lüchow-Dannenberg betreibt als Sparkasse das Universalbankgeschäft. Sie ist Marktführer in ihrem Geschäftsgebiet. Die Sparkasse Uelzen Lüchow-Dannenberg wies im Geschäftsjahr 2023 eine Bilanzsumme von 2,754 Mrd. Euro aus und verfügte über Kundeneinlagen von 2,249 Mrd. Euro. Gemäß der Sparkassenrangliste 2023 liegt sie nach Bilanzsumme auf Rang 177. Sie unterhält 24 Filialen/Selbstbedienungsstandorte und beschäftigt 410 Mitarbeiter.

## Sparkassen-Finanzgruppe
Die Sparkasse Uelzen Lüchow-Dannenberg ist Teil der Sparkassen-Finanzgruppe und gehört damit auch ihrem Haftungsverbund an. Er sichert den Bestand der Institute und sorgt dafür, dass sie auch im Fall der Insolvenz einzelner Sparkassen alle Verbindlichkeiten erfüllen können. Die Sparkasse vermittelt Bausparverträge der regionalen Landesbausparkasse, offene Investmentfonds der Deka und Versicherungen der VGH Versicherungen. Im Bereich des Leasing arbeitet die Sparkasse Uelzen Lüchow-Dannenberg mit der  Deutschen Leasing zusammen. Die Funktion der Sparkassenzentralbank nimmt die Nord/LB wahr.

## Geschichte
Die Sparkasse Uelzen Lüchow-Dannenberg entstand am 1. Januar 2006 aus der Fusion der Sparkasse Uelzen und der Kreissparkasse Lüchow-Dannenberg.

### Ehemalige Sparkasse Uelzen
1839 wurde die „Sparkasse der Stadt Uelzen“ gegründet. Einige Jahre danach änderte sich der Name in „Stadtsparkasse Uelzen“. Im Jahre 1992 schloss sich dann die „Stadtsparkasse Uelzen“ mit der „Kreissparkasse Uelzen“ zur „Sparkasse Uelzen“ zusammen. Die „Kreissparkasse Uelzen“ entstand 1933 aus der „Sparkasse für das Amt Oldenstadt“ (gegr. 1861) und der „Spar-, Leih- und Vorschuss-Casse d. Amts Medingen“ (gegr. 1864).

### Ehemalige Kreissparkasse Lüchow-Dannenberg
Am 3. April 1866 wurde die „Kreissparkasse Dannenberg“ gegründet und 1951 in „Kreissparkasse Lüchow-Dannenberg“ umbenannt. In den Dreißiger- und Vierzigerjahren des 20. Jahrhunderts waren bereits mehrere Sparkassen der „Kreissparkasse Dannenberg“ beigetreten: Am 1. April 1934 trat die am 1. Oktober 1902 gegründete „Kreissparkasse Lüchow“, am 1. April 1936 die am 1. Juni 1848 gegründete „Sparkasse zu Schnackenburg“ und am 1. Juli 1944 die am 1. März 1837 gegründete „Sparkasse der Stadt Dannenberg“ sowie die am 1. Juni 1854 gegründete „Sparkasse Lüchow“ bei. Im Jahr 2000 schloss sich dann noch die 1867 gegründete „Gemeindesparkasse Bergen“ der „Kreissparkasse Lüchow-Dannenberg“ an. Die „Gemeindesparkasse Bergen“ (Bergen an der Dumme) war eine der kleinsten Sparkassen in Deutschland.

## Gesellschaftliches Engagement
Die Sparkasse Uelzen Lüchow-Dannenberg ist Stifterin von fünf regionalen Stiftungen mit einem Dotationskapital von ca. 5.450.000 Euro. Zusätzlich profitieren Initiativen in der Region von der jährlichen Ausschüttung des Reinertrages der Lotterie Sparen und Gewinnen.
Außerdem unterstützt die Sparkasse gemeinnützige Maßnahmen, Projekte und Initiativen in den Bereichen Kultur, Sport und Soziales.